# Unwindia
Unwindia é um gênero de pterossauro pterodactilóide do período Cretáceo Inferior (estágio Albiano) do que hoje é o Brasil moderno.

## Descoberta
O Museu Estadual Alemão de História Natural Karlsruhe obteve um fóssil de pterossauro de um escavador comercial ilegal que o encontrou em algum lugar perto de Santana do Cariri, na Chapada do Araripe. Os depósitos dos quais foi recuperado provavelmente pertencem à Formação Santana do nordeste do Brasil, que foi datada por Martill no último estágio Albiano do período Cretáceo. O espécime está catalogado como SMNK PAL 6597 e representa um crânio parcial consistindo apenas das pré-maxilas e maxilas fundidas, alguns dentes e partes do palato. O centímetro mais à frente da ponta do focinho está faltando. Devido à fragilidade do espécime, o lado direito passou por mais preparo.
Em 2011, o espécime foi nomeado e descrito como a espécie-tipo Unwindia trigonus por David Martill. O nome genérico homenageia o especialista em pterossauros britânico David Unwin. O nome específico é derivado do grego trigonos, "triangular", em referência à forma triangular do focinho em seção transversal.

## Descrição
O comprimento preservado do fragmento do focinho de Unwindia é de 221 mm. Martill estimou que a distância entre a grande abertura no lado do crânio, a fenestra nasoantorbitalis, e o ponto do focinho foi de 192 mm. Em 2013, Mark Witton estimou o comprimento total do crânio em um mínimo de 300 mm , o que indicaria uma envergadura de mais de 3 metros.
Martill indicou dois traços distintivos. A primeira delas é uma autapomorfia, ou uma especialização única: há sete pares de dentes presentes, todos colocados na frente da fenestra nasoantorbital. A segunda característica diferencia Unwindia de todos os outros pterossauros conhecidos da Formação Santana: os dentes são homodontes, tendo a mesma forma. As outras espécies têm dentes mais robustos na frente das mandíbulas. Em geral, o crânio é alongado e plano. Os dentes são longos, retos, com até 9 mm de comprimento, cônicos e ligeiramente achatados transversalmente.

## Classificação
Martill concluiu que Unwindia era um ctenochasmatóide basal, embora sem uma análise filogenética. Witton em 2013 sugeriu que poderia pertencer aos Lonchodectidae. Isso faria de Unwindia o maior membro conhecido dos Lonchodectidae, bem como a primeira espécie desse grupo a ser identificada no Hemisfério Sul. Em 2020, no entanto, o paleontólogo russo Alexander Averianov sugeriu que Unwindia não pertencia aos Lonchodectidae.